# Рейсман, Джудит
Джудит Рейсман (англ. Judith A. Reisman), урождённая Джудит Энн Гелернтер; 11 апреля 1935 в Ньюарке (штат Нью-Джерси — 9 апреля 2021) — американская писательница, общественный деятель. Более всего известна как критик сексуального просвещения и сексуального образования, которое она считала основанным на работах Альфреда Кинси. Как президент Института медиаобразования, Рейсман лоббировала запрещение или ограничение порнографии.

## Биография
Родилась 11 апреля 1935 года Ньюарке штата Нью-Джерси в еврейской семье.
Получила магистра искусств и доктора философии (Ph.D) в области связи от Университета Кейс Вестерн резерв. Джудит Рейсман также являлась приглашенным профессором права в евангельском Университете Свободы (Линчбург, штат Вирджиния, США), несмотря на то, что не обладала дипломом по юриспруденции.

## Критика работ Альфреда Кинси
Её обвинения включают следующие положения:
1. «Научные находки» д-ра Кинси были мошенническими и в некоторых случаях преступными;
2. Для сбора данных о детской сексуальности Кинси подвергал детей сексуальному совращению или насилию;
3. Вся индустрия сексуального образования выросла из фальсифицированных данных Кинси;
4. Основанная на идеях Кинси модель уголовного наказания за сексуальные преступления привела к смягчению наказаний за изнасилования и совращение детей, тем самым повысив риск для детей и женщин.

Она утверждает, что существует широкомасштабный заговор «медиаистеблишмента» с целью вовлечения детей в гомосексуальность. С конца 1980-х она постоянно критикует Кинси и его работы, прежде всего отчёты Кинси. Её публикации часто распространяются и финансируются консервативными организациями, и используются как аргументы для сокращения финансирования исследований в области сексологии. Рейсман утверждает, что сексология — в действительности не наука, а прикрытие для пропаганды гомосексуализма или педофилии и для получения финансирования на эту пропаганду.
В книге «Кинси, секс и мошенничество» Рейсман утверждает, что Кинси использовал нерепрезентативную пропорцию заключённых и педофилов для получения данных о сексуальном поведении детей. Однако это не было новое обвинение. В докладе Американской статистической ассоциации 1948 года под названием «Статистические проблемы докладов Кинси о сексуальном поведении самца человека» были сходные выводы. Коллега Кинси Абрахам Маслоу также указывал на искажения, полученные вследствие того, что все отвечавшие были добровольцами.
Новые обвинения Рейсман состоят в предположении, что отрывки подробных описаний полового поведения детей, которые Кинси с соавторами получили от заключённых и педофилов («удушье, расширенные глаза», «стон, рыдание или более сильные крики, иногда со слезами») являются свидетельством того, что детей мучали против их воли. Документальный фильм «Дети таблицы 34» производства консервативной организации «Совет по семейным исследованиям» имеет целью воспроизвести историю обнаружения Райсман доказательств систематического совращения 317 мальчиков Альфредом Кинси.
Это утверждение отвергается Институтом Кинси. Сотрудники Института Кинси указывают, что дневники, содержащие эти описания, были написаны задолго до того, как были начаты исследования Кинси, и что Рейсман имела доступ к материалам, показывавшим это. См. также Отчёты Кинси.
Основываясь на утверждениях относительно личной сексуальной жизни Кинси, Рейсман заключает, что Альфред Кинси сознательно пропагандировал про-сексуальную позицию, которая затем стала доминировать в американских школах и массмедиа. Это, по её мнению, привело к широкому распространению заболеваний, передающихся половым путём, и к убеждению широкой публики в том, что гомосексуальное и педофильное половое поведение являются безопасными для общества.

## Антигомосексуальная активность
В своей книге «Обработка детей геями» Рейсман утверждает, что гомосексуалы пытаются вовлекать детей в гомосексуальную активность при помощи школ и массмедиа, пытается доказать связь гомосексуальности с педофилией, обвиняет Кинси в аномальных сексуальных практиках, и приписывает его раннюю смерть чрезмерному «самоистощению» (мастурбации). Она утверждает, что единственно правильная реакция на гомосексуальность — это «восстановление нормальной ориентации», такое, как терапия, предлагаемая NARTH. Основываясь на своём видении связи между гомосексуальностью и педофилией, она утверждает: «Поскольку, как видно из приведённых данных, существует чёткая связь между гомосексуальностью и множеством других патологий, включая педофилию, школы и молодёжные организации должны быть наказуемы по закону за допущение гомо/бисексуалов к любой работе с детьми или влиянию на них. Это единственный путь значительно ограничить распространение детской порнографии и проституции».

## Активность против порнографии
Д-р Рейсман руководила двухлетним контент-анализом изображений детей, преступлений и насилия в журналах «Плейбой», «Пентхауз» и «Хастлер» по заказу министерства юстиции США. Согласно данным исследования, каждый выпуск журнала Хастлер содержал в среднем 14.1 изображения ребёнка или псевдоребёнка, 47 изображений преступлений и насилия. По тем же данным, 52 процента детских фотографий были сексуальными, и большинство изображённых в комиксах детей подвергались сексуальному совращению или насилию, в особенности в многосерийном комиксе Честер-совратитель. Она также утверждала, что в 1978 году журнал «Хастлер» публиковал фотографии 3-летних голых детей в статье «Дети, секс и общество», призывавшей к отмене законов о «возрасте согласия», к терпимому отношению к сексу между ребёнком и взрослым, и к легализации инцеста.
Доктор Джудит Рейсман доказывала, что вся порнография гомосексуальна по своей сути, потому что её создают мужчины для сексуального удовлетворения других мужчин.

## Взгляд на нудизм
Райсман высказывала такое мнение о нудистских пляжах и нудизме: «Большинство существующих педофильских изображений, большинство детской порнографии, которые мы получаем из США, идут с нудистских пляжей».

## Критика
Работы Рейсман критиковались множеством организаций. В начале 1980-х гг. Рейсман получила грант от министерства юстиции США на 734371 $ для исследования изображений в журналах «Playboy», «Penthouse», «Hustler». Рейсман использовала грант для подтверждения своих выводов о «роли Кинси в развращении малолетних и связи с детьми, появляющимися в порнографии». Тот, кто давал заказ на исследование, позже сказал: «Это была научная катастрофа, изобилующая предубеждениями автора и беспочвенными предположениями». Американский университет, на базе которого проводилось исследование, отказался публиковать эту работу после проверки независимыми академическими рецензентами. Рецензент д-р Роберт Фиглио из Университета Пенсильвании сообщил Американскому университету, что термин «ребёнок» использовался в докладе в настолько широком смысле, что был бессмысленным. Фиглио говорил журналистам: «Интересно, нужно ли по такой логике считать любовную сцену между Ромео и Джульеттой детской порнографией». (Carol, 1994, p.116)
Впоследствии д-р Рейсман вызвала ещё более острую критику, когда стала заявлять, что «истинная причина» отказа в публикации её работы якобы связана с лобби Института Кинси.
Конфликт с Институтом Кинси ещё более углубился, когда д-р Рейсман подала в суд на Институт, обвиняя сотрудников Института в «оскорблениях личности» и «клевете», которые, по её мнению, содержались в официальном ответе Института Кинси на обвинения Рейсман в адрес Кинси в совращении и противозаконных экспериментах над несколькими сотнями детей, содержавшиеся в её книге «Кинси, секс и мошенничество» . Адвокат Рейсман отказался поддерживать этот иск, и в конце концов иск был отвергнут судом без рассмотрения по существу как необоснованный. Рейсман было запрещено подавать повторные иски на эту же тему.
Рецензия на книгу Рейсман «Кинси, секс и мошенничество» назвала книгу «в лучшем случае эмоциональным политическим памфлетом» (стр.91,). Рецензент также отметил, что аргументация в книге основывается на «инсинуациях, искажениях фактов и выборочном представлении вырванных из контекста фактов».
Вклад д-ра Рейсман в науку и её научная квалификация также подвергаются сомнению. Рейсман — обладательница степени Ph.D в области связи, и некоторые специалисты утверждают, что Рейсман не квалифицирована в своей области знания, и поэтому не может претендовать на то, чтобы называться учёным.
Значительное число профессионалов в научном сообществе также критикуют Рейсман. Д-р Лоретта Ароян, сопредседатель пленарной комиссии по детской и подростковой сексуальности на Всемирном конгрессе сексологов, состоявшемся в 1984 году, эксперт по детской сексуальности, прокомментировала работу Рейсман следующим образом: «Это не наука, это паранойя, псевдонаучная политизированная гипербола со слегка прикрытой антисексуальной пропагандой. Такие вещи вовсе не помогают защитить детей от педофилов… Исследование Рейсман демонстрирует грубое пренебрежение научными нормами и правилами и, хотя создаётся впечатление, что она потратила много времени на сбор своих данных, её выводы, основывающиеся на интерпретации этих данных, являются совершенно неочевидными и необоснованными. „Эксперты“, которых цитирует Рейсман в своих работах являются, в действительности, не экспертами в этой области, а просто людьми, сознательно избравшими для себя принятие некоторой дезинформированной, фантастически-диснеевской концепции детской сексуальности, подобной той, которую разделяет сама Рейсман. Эти люди — не более чем моральные цензоры, прячущиеся за религией и детьми».

### Эрототоксины
Некоторые из научных находок д-ра Рейсман также стали объектами острой критики.
Д-р Рейсман ввела теорию эрототоксинов в рамках своей работы по изучению взаимосвязей между порнографией и функционированием мозга. Д-р Рейсман утверждает, что эрототоксины — это аддиктивные (вызывающие болезненное привыкание и пристрастие) психоактивные нейрогормоны, выделяющиеся при просмотре порнографии, и что они имеют отрицательное влияние на мозг, вызывая такие феномены, как серийные убийства, изнасилования, совращение детей, импотенцию. Однако ни одно из этих утверждений не имеет под собой научной основы.
Детальный поиск в современной научной литературе не находит никаких ссылок на «эрототоксины». Медлайн, содержащий полную информацию обо всех значимых научных исследованиях за последние 30 лет, не находит никаких ссылок на этот термин. Это означает, что либо учёные не ищут и не изучают «эрототоксины», либо они называют их другими именами, либо — что теория «эрототоксинов» просто является ошибочной и неверной. Отсутствие научных данных об «эрототоксинах» вызывает сомнения в достоверности и надёжности приведённых д-ром Рейсман данных на слушаниях в Комитете сената конгресса США по науке, коммерции и транспорту в ноябре 2004 года, посвящённых порнографии и эротике.

## Разное
С 27 августа 2005 года официальный сайт Рейсман http://www.drjudithreisman.com ссылается на главной странице и на странице ссылок на антиглобалистский сайт Генри Макова http://www.savethemales.ca.